# 塩見祐子のごきげんよう!
『平野智美のごきげんよう!』（ひらのさとみのごきげんよう）は、KBS京都ラジオで金曜日15:30 - 17:00に放送されていたラジオ番組。
2017年9月までは『塩見祐子のごきげんよう!』（しおみゆうこのごきげんよう）であった。

## パーソナリティ
現在
- 平野智美（KBS京都アナウンサー）

過去
- 塩見祐子（KBS京都アナウンサー）

## 概要
昼下がりのゆったり感にのせて、癒しの祐子が、あふれる地域の魅力を滋賀スタジオ（滋賀県彦根市）から発信する。
2013年1月2日は、本社スタジオから放送。3月20日は「どやさスペシャル」のため休止。
2014年4月より水曜日から金曜日の同時間帯へ枠移動した。
2017年9月30日をもって塩見が8年半務めた同番組から降板、10月6日から平野へバトンタッチした。
2019年3月22日をもって、滋賀スタジオからの放送を終え、29日より本社スタジオから放送することとなった。。

## コーナー
- さざなみサロン
  - 滋賀県内の各市長に様々な話を聞くコーナーを時々届ける
- 湖都大津の十社寺巡り（10回シリーズ）
- クイズ音の玉手箱（ - 2013年1月2日）
- 祐子の鼻歌クイズ
  - ラジオ・ビューの人気コーナーで、当番組で2013年1月2日に復活。
- 湖国観音巡り
- ごきげん歳時記（2013年4月3日 - ）
- 京都新聞ニュース、天気予報、KBS京都交通情報
- やさしい法律cafe　澤田有紀（みお綜合法律事務所）ほか 聞き手:村上祐子　2013年4月から木曜に移動
- 日本の歌百選
- 古都お菓子旅（2013年4月3日 - ）
- 祐子の音楽玉手箱
- きょうとほっと情報  京都府からの耳より情報
- キャッチアップ長浜
- ふるさと民謡巡り（2013年4月3日 - ）
- 近江うましもの　滋賀の食事文化研究会
- 彦根市便り
- 智美の音楽クイズ〜この曲なーんだ〜
  - 平野アナがハーモニカでイントロを吹き、その曲名を当てるクイズ。
- 交通取締情報
- 快適生活ラジオショッピング